# دودة الأرض
الخُرطون أو دودة الأرض، تعدّ أكثر الديدان الحلقية انتشاراً، حيث توجد في الأرض الرطبة الغنية بالمواد العضوية، وتعيش كذلك في أنفاق عمودية أو مائلة تبطنها الدودة بمادة مخاطية تفرزها غدد خاصة في الجلد، يتراوح طول الدودة 1 سم-إلى أربعة أمتار، تتواجد أطولها في أفريقيا وأستراليا.

## التغذية
التغذية في دودة الأرض تكون بطريقتين متباينتين وهي:
1. تقوم بأخذ الأوراق وسحبها إلى جحرها عبر ثقوب لتتغذى عليها، وقد وجد العلماء أن الديدان تفضل بعض الأطعمة على بعض ففي المقام الأول أوراق الجزر وكذلك الكرنب.
2. قد تبتلع كمية كبيرة من التراب عندما يكون الجو جاف أو أن هناك قلة في الطعام فتستخلص من التربة كميات قليلة والباقي تخرجه من الطرف الخلفي، وبعض أنواع الديدان عندما يريد أن يخرج التربة التي ابتلعها تظهر على سطح الأرض وتطرد الذي ابتلعته.

والأمعاء تمتد عبر الجسم كله وليست مقسمة أقساما عدة كبعض الأعضاء الموجودة فيها.

## التكاثر
عند وصول الدودة عند سن البلوغ يظهر انتفاخ وهو السرج أمام الجزء الأوسط للجسم، وعند جاهزية الدودة لوضع البيض يتم الإفراز حول السرج بغشاء مخاطي وتتحرك الدودة إلى الخلف وفي نفس الوقت تدفع السرج باتجاه الأمام، أما إذا كان الغشاء مواجه للمبايض يتم وضع البيض فيه وتتحرك الدودة للتخلص من الغشاء الذي تتغضن أطرافه لتكون شرنقه ينفقس فيه البيض.⅞
ولدودة الأرض عضو تناسل ذكري وأنثوي، لكن يجب أن تتزاوج كل دودة مع دودة أخرى، وخلال التزاوج تزود كل دودة الأخرى بحيوان منوي لتُخصب بيضها، ثم يوضع البيض بعد التزاوج في الحُشَيفَة، وهي هيكل مثل كُم القميص يحيط بجسم دودة الأرض. ويتكون السَّرج ـ وهو حلقة متسعة قليلاً ـ من جسم هذا الهيكل الكُمي للبيض. وينسحب الهيكل الكُمي على طول الجسم وفوق الرأس حين تتحرك دودة الأرض. وهو يلتصق تمامًا حول البيض ليكوّن كيسًا يُشبه الشرنقة. وبعد عدة أسابيع في الشرنقة، تفقس صغار الدودة، وتستطيع التكاثر في مدة شهرين إلى ثلاثة أشهر، ولكن نموها يكتمل في عام.
ديدان الأرض خنثية أي أنها ذات أعضاء تكاثرية ذكرية وأنثوية معا.

## الدودة في المزارع
دودة الأرض تحسن صفات التربة بعدة وسائل تقوم بها منها:
1- عند ابتلاع الديدان التربة فإنها تقوم بابتلاع الحبيبات الصغيرة وتخرجها عندما تخرج على سطح الأرض فتكون طبقة من حبيبات دقيقة.
2- الديدان تتغذى على النبات فعند دخول جحورها فإنها تدخل معها بعض النباتات التي عند تحللها تخصب التربة.
إن وجود دودة الأرض يدخل على:
1- محصول أفضل.
2- طبقات أكثر من التربة.
3- المزيد من المواد العضوية.
4- التهوية والتصريف للمياه.

## بيئة دودة الأرض
البيئة المثالية بالنسبة لدودة الأرض هي الأراضي الطينية والجو الرطب لحفر الأنفاق المثالية لحجمها، أما إذا كانت أرضاً صلبةً فسوف تتكسر تلك الأنفاق.